# Programmer’s Notepad
Programmer's Notepad – zaawansowany edytor tekstu, napisany w C++, przeznaczony przede wszystkim dla programistów. Pierwsza wersja została wydana w 1998 roku przez Simona Steele'a (kryjącego się wówczas pod nazwą Echo Software). W 2002 roku powstał Programmer's Notepad 2 oparty na komponencie do budowania edytorów Scintilla.
Najnowsza wersja umożliwia między innymi:
- Przeglądanie plików w wielu kartach
- Podświetlanie składni wielu języków formalnych (m.in. C++, Pascal, PHP, HTML, XML, LaTeX, Matlab)
- Wstawianie predefiniowanych fragmentów kodu (np. tagów HTML, czy dyrektyw i kontrolek ASP)
- Tworzenie projektów
- Zapisywanie listy otwartych plików
- Definiowanie narzędzi do kompilacji i innego przetwarzania plików
- Wyszukiwanie za pomocą wyrażeń regularnych
- Wybór i automatyczne rozpoznawanie podstawowych zestawów kodowania znaków
- Automatyczne uzupełnianie tagów i niektórych elementów składni